# Саборна црква у Крушевцу
Саборна црква Светог Ђорђа (Георгија) у Крушевцу је саборни православни храм у Крушевцу и седиште Епархије крушевачке Српске православне цркве.

## Историјат
Најранији подаци о новој цркви Светог Ђорђа су из 1865. године. Те године су за 362 цесарска дуката купљени кућевни плацеви од Стојана Петровића, Алексе Марића и Живка Илића за градњу нове цркве. Међутим, због потешкоћа око исплате накнада за плацеве градња је одгођена две деценије.
Од 1873. па следећих 12 година у доступним докумантима нема података о градњи цркве Светог Ђорђа у Крушевцу. Из списка планова израђених цркава у Краљевини Србији, који се чува у архиву САНУ, сазнајемо да је зидање нове цркве почело тек 1885. године. Црква Светог Ђорђа била је 1898. године озидана и стављена под кров.
Три звона за нову цркву плаћена су крајем 1902. године. Министар просвете и црквених дела је 9. новембра 1902. године одобрио овај издатак. 
После доста проблема, уговор за израду иконостаса је закључен 5. фебруара 1903. године. На дрвеним преградама иконостаса изведен је у дуборезу биљни орнамент, нарочито богат око престоних икона. На иконостасу су очуване првобитне иконе до данас. Иако је уговором за израду иконостаса ангажован један живописац, Живко Југовић, у сликарству иконостаса стилски се јасно разликују две целине. Постоји велика разлика у стилу између горњих и престоних икона. То је поједине научнике, међу којима Павла Васића, навело на закључак да су то радови двојице сликара. Све упућује, каже П. Васић „да су горње иконе рад Живка Југовића, а престоне иконе вероватно Милана Миловановића“. Миловановић је вероватно радио иконе за цркву Светог Ђорђа по свршетку Академије у Минхену, по свој прилици у лето 1903. године.
На зидовима храма урађено је 12 фресака. За сада се не зна ко је радио ове фреске. У Летопису је изнета претпоставка Бранка Миленковића из Крушевца, рођеног 1897. године, да је ове фреске радио италијански уметник Арминије, који је Миленковићу поклонио једну лепу икону Св. Спиридона на платну.
Црква је била завршена 1904. године.